# Mirko Milašević
Mirko Milašević (Cetiña, 27 de julio de 1985) es un jugador de balonmano montenegrino que juega de central en el Göztepe SK turco. Es internacional con la Selección de balonmano de Montenegro.
En España es conocido por haber jugado en el BM Toledo, el BM Alcobendas y en el BM Puerto Sagunto.

## Palmarés

### RK Vojvodina
- Liga de balonmano de Serbia y Montenegro (1): 2005
- Copa de balonmano de Serbia y Montenegro (1): 2005

### Buducnost
- Liga de Montenegro de balonmano (1): 2009

### Dinamo de Bucarest
- Liga Națională (1): 2016

### Veszprém
- Liga húngara de balonmano (1): 2017
- Copa de Hungría de balonmano (1): 2017

## Clubes
- RK Jugovic (2003-2004)
- RK Vojvodina (2004-2006)
- Estrella Roja (2006-2009)
- RK Buducnost Podgorica (2009)
- BM Toledo (2009-2010)
- BM Alcobendas (2010-2011)
- BM Puerto Sagunto (2011-2012)
- BM Aurau (2012-2013)
- BM Bilhères (2013-2015)
- Dinamo de Bucarest (2015-2016)
- MKB Veszprém (2016-2017)
- Göztepe SK (2017- )